# Skorvtjärnen (Arjeplogs socken, Lappland)
Skorvtjärnen är en sjö i Arjeplogs kommun i Lappland och ingår i Skellefteälvens huvudavrinningsområde. Sjön har en area på 0,259 kvadratkilometer och ligger 608,1 meter över havet. Skorvtjärnen ligger i Veddek 1 Natura 2000-område.

## Delavrinningsområde
Skorvtjärnen ingår i det delavrinningsområde (732466-156739) som SMHI kallar för Mynnar i Uddjaure. Medelhöjden är 572 meter över havet och ytan är 30,53 kvadratkilometer. Det finns ett avrinningsområde uppströms, och räknas det in blir den ackumulerade arean 40,39 kvadratkilometer. Veddekbäcken som avvattnar avrinningsområdet har biflödesordning 2, vilket innebär att vattnet flödar genom totalt 2 vattendrag innan det når havet efter 282 kilometer. Avrinningsområdet består mestadels av skog (74 procent) och sankmarker (20 procent). Avrinningsområdet har 0,4 kvadratkilometer vattenytor vilket ger det en sjöprocent på 1,3 procent.